# Cyclophorini
Tribu
Les Cyclophorini sont une tribu de mollusques gastéropodes terrestres de la famille des Cyclophoridae et de la sous-famille des Cyclophorinae.

## Liste des genres
Afroditropis – Craspedotropis – Crossopoma – Cyclophorus – Cyclosurus – Ditropopsis – Elgonocyclus – Japonia – Lagocheilus – Leptopoma – Leptopomoides – Micraulax – Montanopoma – Myxostoma – Otopoma – Owengriffithsius – Papuocyclus – Pilosphaera – Ptychopoma – Scabrina – Theobaldius

## Liens externues
- (en) WoRMS : Cyclophorini Gray, 1847 (+ liste genres + liste espèces)